# جيمس ليستر
جيمس ليستر (بالإنجليزية: James Lister)‏ (1895 بغلاسكو في المملكة المتحدة - ) هو لاعب كرة قدم بريطاني (وحمل سابقاً جنسية المملكة المتحدة لبريطانيا العظمى وأيرلندا) في مركز الهجوم. لعب مع نادي بوري ونادي دمبرتون ونادي رينجرز وBournemouth F.C. ‏ ونادي غرينوك مورتون.